# Magaly Carvajal
Magalys Esther Carvajal Rivera (ur. 18 grudnia 1968 w Hawanie) – kubańska siatkarka. Dwukrotna złota medalistka olimpijska.
Mierząca 190 cm wzrostu zawodniczka triumfowała na dwóch olimpiadach z rzędu (1992 i 1996). Była także w 1994 zwyciężczynią mistrzostw świata. Od 1998 gra w Europie, najpierw we Włoszech, a następnie w kilku klubach hiszpańskich. W 2004 z Marichal Tenerife wygrała Ligę Mistrzyń.
27 października 2011 roku została wprowadzona do Volleyball Hall of Fame wraz z takimi siatkarskimi sławami jak: Lorenzo Bernardi, Hugo Conte, Rita Crockett, Vladimir Grbić, František Stibitz.